# Самборский завод строительной керамики
Самборский завод строительной керамики — предприятие в городе Самбор Львовской области Украины.

## История
Небольшой кирпичный завод в Самборе был основан в 1904 году, когда город находился в составе Австро-Венгрии.
Под влиянием русской революции 1905—1907 гг. в Самборе активизировалось рабочее движение, здесь имели место несколько забастовок (в которых участвовали строители, рабочие кирпичного завода, пекари и столяры), а также собрания трудящихся, на которых выдвигалось требование введения 8-часового рабочего дня.
После начала Первой мировой войны город оказался в прифронтовой зоне, а вскоре, в результате Галицийской битвы, 17 сентября 1914 года Самбор без боя заняли части 8-й армии генерала А. А. Брусилова. Русские войска оставались здесь до лета 1915 года.
После распада Австро-Венгрии город оказался в зоне боевых действий, власть здесь неоднократно менялась, а хозяйственная жизнь была дезорганизована. Сначала на территории Самборского округа была провозглашена власть Западно-Украинской Народной Республики. 16 мая 1919 года в Самбор вступили польские войска. В дальнейшем, по результатам советско-польской и украинско-польской войн город остался в составе Львовского воеводства Польской Республики.

### 1919—1939
При польской власти производство кирпичей в Самборе было возобновлено. В общей сложности, в 1920е — 1930е годы здесь действовали три сезонных кирпичных производства, на которых работало от 15 до 30 работников. После начала в 1929 году мирового экономического кризиса положение в городе ухудшилось, имели место забастовки и протестные выступления (среди участников которых были рабочие кирпичных производств).
После немецкого нападения на Польшу 1 сентября 1939 года люфтваффе начали бомбардировки Самбора, в результате которых были разрушены железнодорожный узел, паровозное депо, железнодорожная водонасосная станция, лесопилка и другие объекты.

### 1939—1991
26 сентября 1939 года в город вступили части РККА, в дальнейшем на предприятиях города (в том числе, в мастерских по производству кирпича) были избраны рабочие комитеты. Позднее кирпичные мастерские объединили в артель. Изготовленные здесь кирпичи использовались для восстановления разрушенных и строительства новых объектов.
В ходе Великой Отечественной войны с 29 июня 1941 года до 7 августа 1944 года Самбор был оккупирован немецкими войсками. При отступлении гитлеровцы сожгли, разрушили и взорвали свыше 500 зданий и строений (в том числе, городскую электростанцию и промышленные предприятия). Общий убыток городскому хозяйству составил 10,7 млн. рублей, однако вскоре после освобождения города началось его восстановление.
В сентябре 1944 года начали работу ремонтный завод и Самборский кирпичный завод, в начале ноября 1944 года дала первый ток городская электростанция, что обеспечило возможность восстановления других предприятий.
В соответствии с четвёртым пятилетним планом восстановления и развития народного хозяйства СССР после окончания войны завод был расширен и реконструирован. В 1946 году он произвёл 900 тыс. шт. кирпичей.
После газификации города технологические процессы на кирпичном заводе были переведены на природный газ, было установлено новое оборудование. В результате, к 1968 году производственная мощность кирпичного завода увеличилась до 15 млн шт. высококачественного кирпича.
В целом, в советское время завод входил в число крупнейших предприятий города.

### После 1991
После провозглашения независимости Украины завод перешёл в ведение государственной корпорации «Укрбудматеріали». В мае 1995 года Кабинет министров Украины утвердил решение о приватизации Самборского заводоуправления строительной керамики.
В дальнейшем государственное предприятие было преобразовано в открытое акционерное общество (позднее — реорганизовано в общество с ограниченной ответственностью).
Начавшийся в 2008 году экономический кризис привёл к сокращению объёмов строительства в стране и снижению платежеспособного спроса на строительные материалы, в результате положение предприятия осложнилось. С целью уменьшения издержек, в 2010 году завод отказался от использования природного газа, печи были переведены на использование твёрдого топлива (угля, торфа и древесных отходов).

## Деятельность
Завод выпускает рядовой керамический кирпич марок М-75, М-100, М-150.